# Harbiye (Şişli)
Harbiye liegt im İlçe Şişli in Istanbul und ist der Name sowohl eines Mahalle der Belediye Şişli, als auch der der dort gelegenen Semt. Während die Mahalle eine offizielle Verwaltungseinheit innerhalb der Belediye mit festgelegten Grenzen ist, ist Semt lediglich die informelle geographische Bezeichnung eines Gebiets mit fließenden Grenzen innerhalb der Stadt, die im allgemeinen Sprachgebrauch der Orientierung innerhalb des Stadtgebietes dient. Der Name stammt von der Mekteb-i Harbiye (heutiger Name: Kara Harp Okulu), einer Militärakademie, die von 1834 – 1936 mit einer Unterbrechung während des Türkischen Befreiungskriegs dort ihren Sitz hatte. Im Norden des Mahalle liegen die ebenfalls zu Şişli gehörenden Mahalle Halaskargazi und Teşvikiye, im Westen die Mahalle İnönü und Ergenekon. In Osten grenzt das Mahalle an Beşiktaş und im Süden an Beyoğlu.

## Geschichte
Die Militärakademie (Mekteb-i Harbiye), die dem Stadtteil den Namen gab, wurde durch Anordnung des Sultans Mahmud II. im Jahre 1834 gegründet. Im Jahr 1864 ließ Sultan Abdülhamid II. das Gebäude erbauen, das jetzt als Militärmuseum (Askeri Müze) dient. Die Akademie, heute unter dem Namen Kara Harp Okulu, wurde am 25. September 1936 nach Ankara verlegt.
Die Besiedelung von Harbiye begann nach dem Großen Brand von Pera (Beyoğlu) im Jahre 1870. Die obdachlos gewordenen Levantiner und andere Nichtmuslime begannen, im Gebiet von Harbiye sich in neuen Häusern aus Stein niederzulassen. Die Stadt begann sich langsam mit weiteren militärischen und Verwaltungsgebäuden in Richtung Harbiye und Pangaltı (Elmadağ) auszudehnen.

## Der Stadtteil heute
In Harbiye befinden sich zahlreiche Einrichtungen unterschiedlicher Art. Das Apostolische Vikariat Istanbul hat hier seinen Sitz in der Papa Roncalli Sokak (Papst-Roncalli-Straße). Dort befindet sich auch seine Kirche, die Kathedrale des Heiligen Geistes. Auch das Konsulat von Georgien in Istanbul hat hier seinen Sitz.
Eines der wichtigsten Gebäude des Stadtteils ist das von Radio Istanbul. Es wurde am 19. November 1949 vom damaligen Staatspräsidenten İsmet İnönü eröffnet. Dem Rundfunkgebäude gegenüber liegt das französische Mädchengymnasium Notre Dame de Sion. An der Hauptstraße des Stadtteils, der Cumhuriyet Caddesi befinden sich Hotels und Niederlassungen türkischer und ausländischer Fluglinien. 1955 eröffnete in Harbiye das Hilton Istanbul, das erste 5-Sterne-Hotel Istanbuls und der Türkei, zugleich auch das erste Hotel dieser Kette in Europa. Die İstanbul Teknik Üniversitesi unterhält in Harbiye zwei Niederlassungen in zwei historischen Kasernengebäuden, der Maçka-Kaserne und der Taşkışlası.
An Kultureinrichtungen findet sich in Harbiye die Muhsin-Ertuğrul-Bühne der Städtischen Theater. Die Freilichtbühne Cemil Topuzlu Açıkhava Tiyatrosu wurde in den Jahren 1946–1947 erbaut. Namensgeber war Cemil Topuzlu, der Bürgermeister von İstanbul während der Zweiten Verfassungsperiode (II. Meşrutiyet) von 1908–1918. Sie hat 3975 Sitze und ist Istanbuls größtes Freilufttheater.
In den Jahren 1995–1996 wurde der Spor ve Sergi Sarayı (Sport- und Ausstellungspalast) aus dem Jahr 1948 mit einem Fassungsvermögen von 7000 Personen renoviert. Unter dem Namen Istanbul Lütfi Kırdar Uluslararası Kongre ve Sergi Sarayı (Lütfi-Kırdar-Kongresszentrum) hat es einen überdachten Raum von 23850 m² Grundfläche.
Das Harbiye Orduevi (Offiziers- und Unteroffizierskasino) ist das größte seiner Art in Istanbul und der gesamten Türkei. Vor dem 1981 vollendeten Neubau war es in einem Teil des Gebäudes der alten Mekteb-i Harbiye untergebracht. Nach dem Umzug wurde dort ein Militärmuseum eingerichtet.

## Öffentlicher Nahverkehr
Harbiye ist durch eine Vielzahl von Autobuslinien erschlossen, die meist vom Taksim-Platz ausgehen, und eine Dolmuş-Linie von Beşiktaş aus. Des Weiteren erschließt die U-Bahnlinie M2 der Metro Istanbul den Stadtteil.

## Galerie

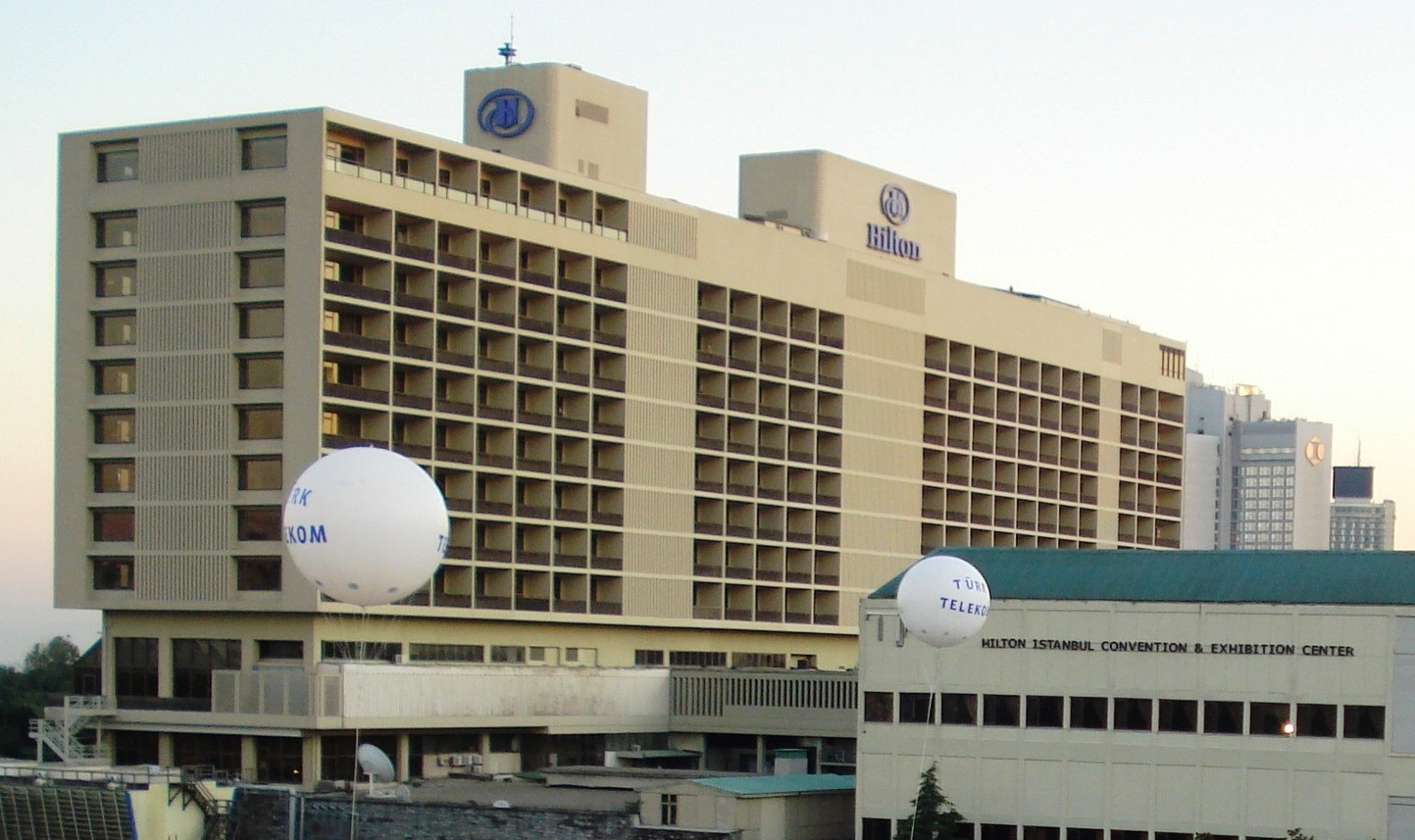
Hilton-Hotel Istanbul
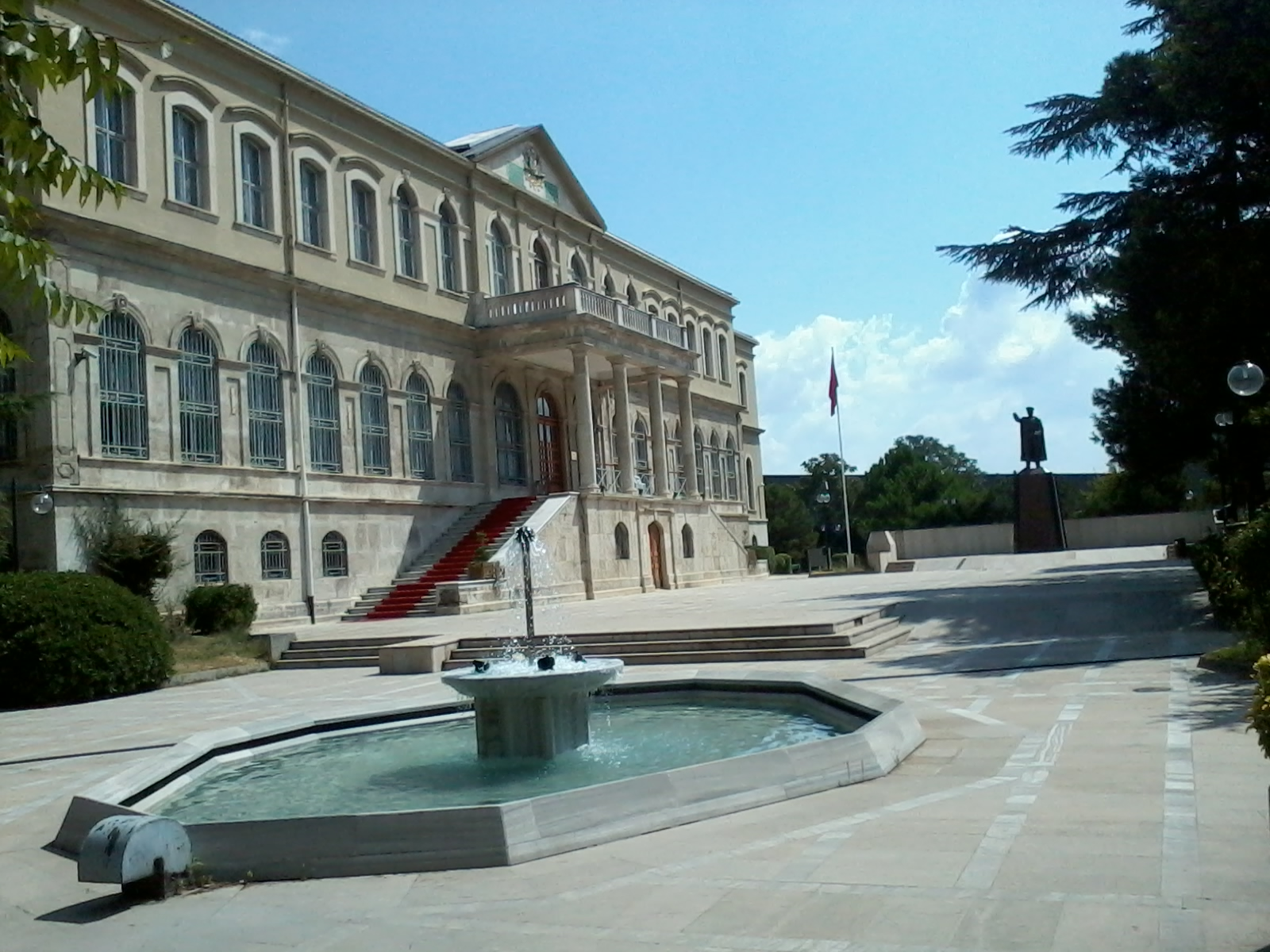
Askeri Müze (Armeemuseum) in Harbiye, Istanbul
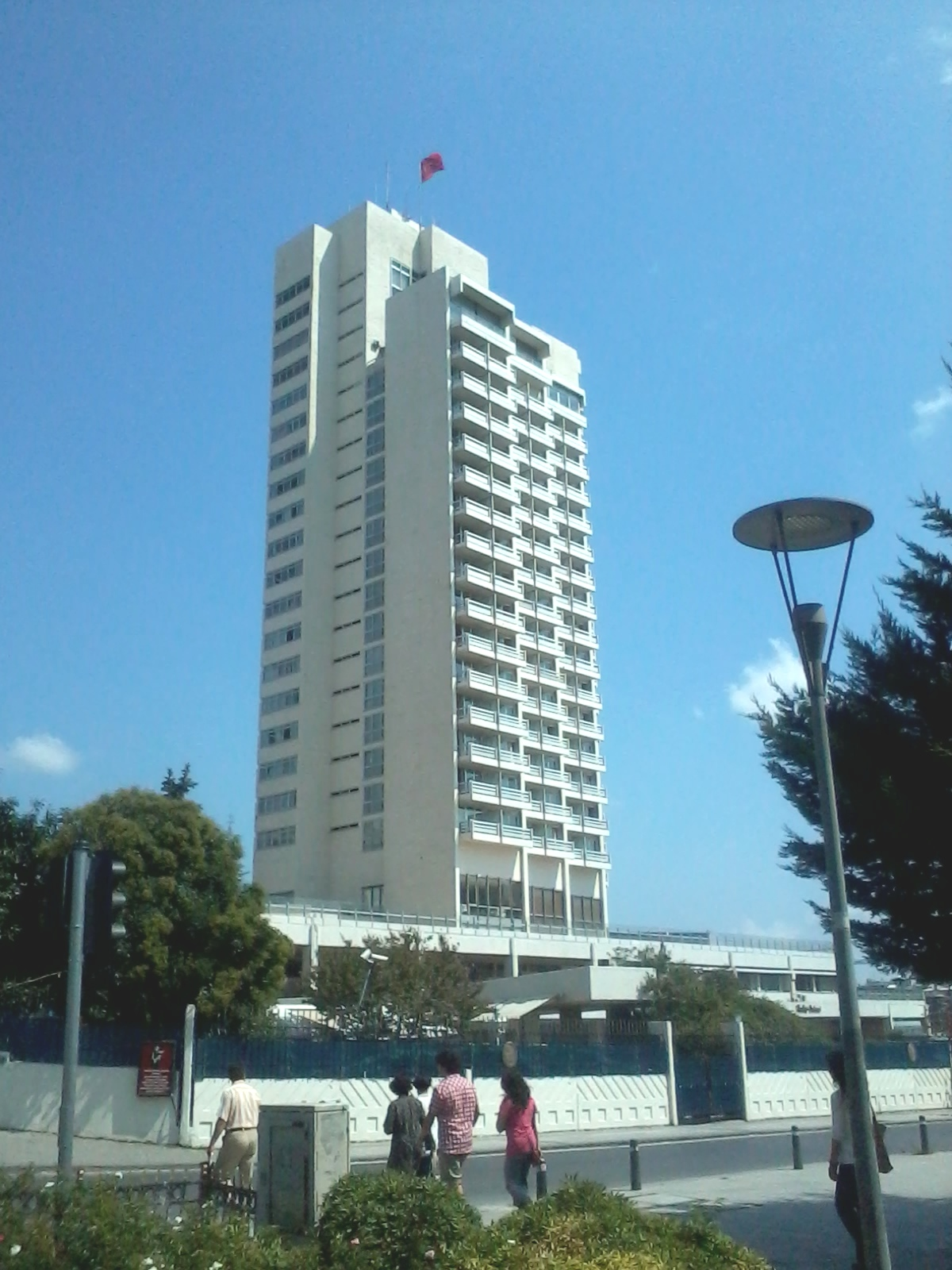
Harbiye Orduevi (Offiziers- und Unteroffizierskasino)
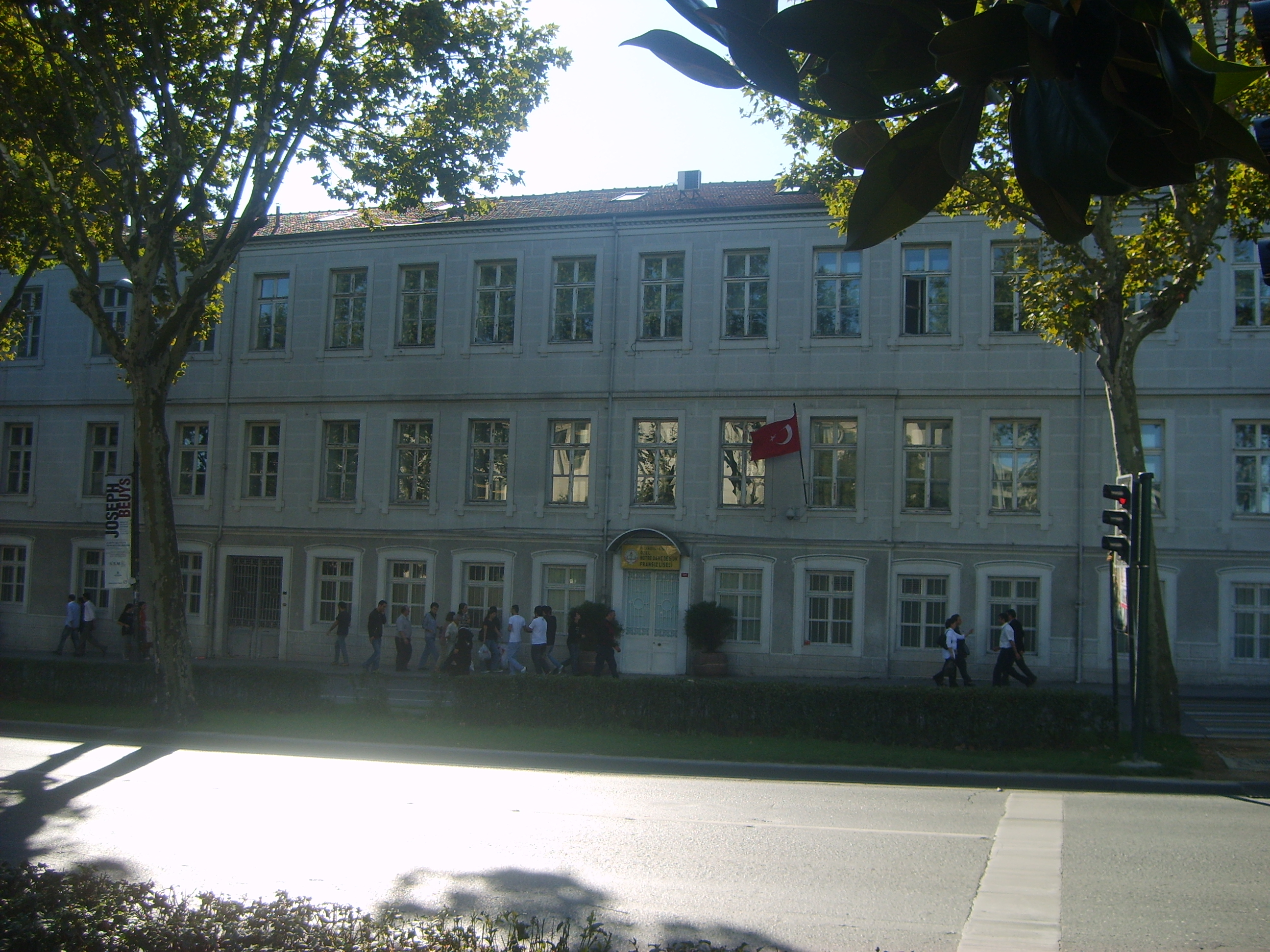
Die französische Schule Notre Dame de Sion
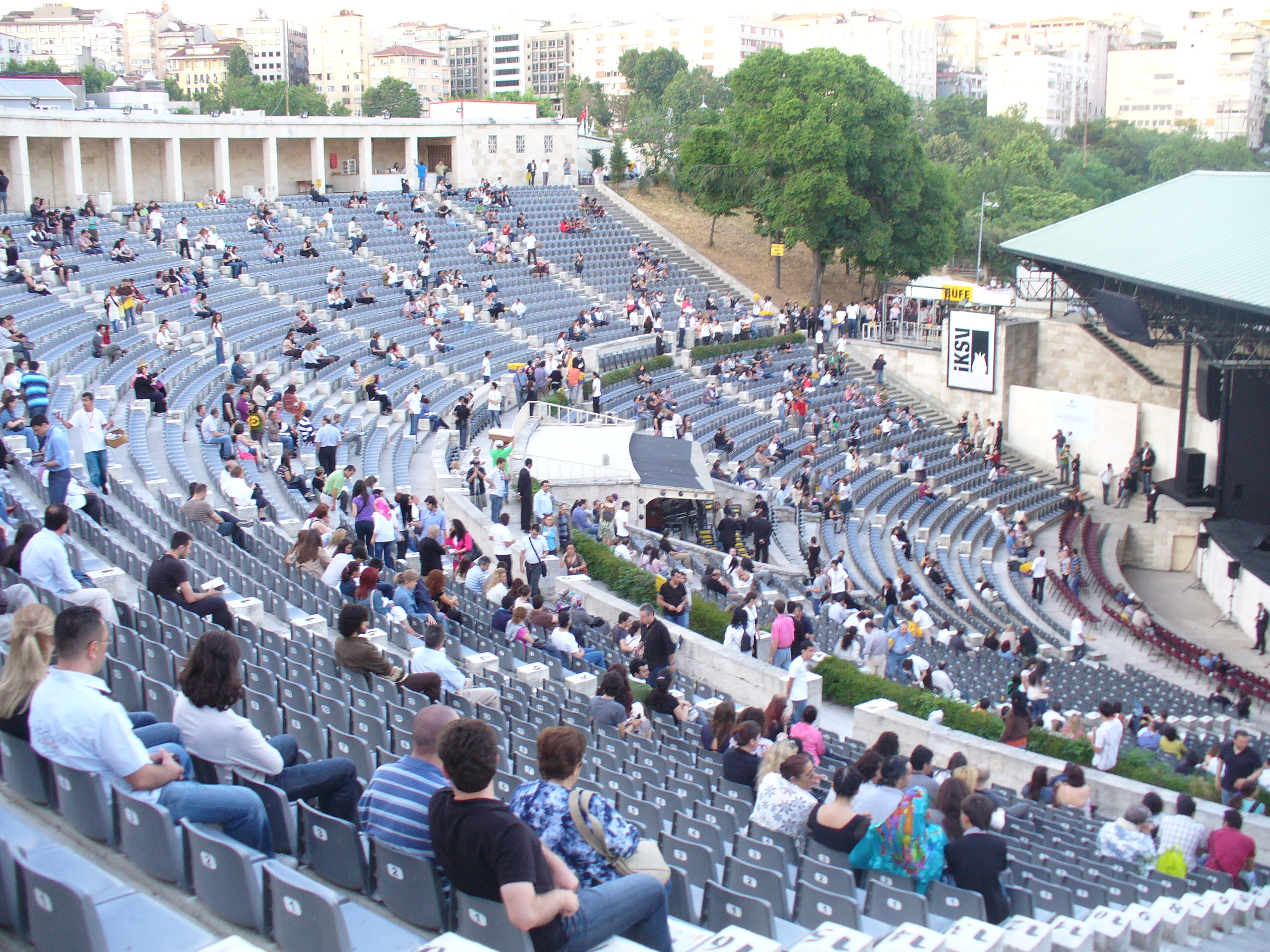
Cemil Topuzlu Açıkhava Tiyatrosu (Freilufttheater)